# AI a pénzügyi szektorban
A mesterséges intelligencia (Artificial Intelligence) számítógép alapú rendszer, emberhez hasonló módon képesek gondolkodni, tanulni, érvelni, tervezni vagy akár kreatív megoldásokat találni. Lehetővé teszi a technika számára, hogy érzékelje a környezetét, értelmezze az információkat, problémákat oldjon meg és konkrét cél elérése érdekében tervezze meg lépéseit. Ezek a rendszerek nemcsak adatokat kapnak, hanem ezeket az adatokat fel is dolgozzák és megfelelő reakciót is adnak.
A pénzügyi szektor olyan gazdasági szektor, melyet a pénzügyi szolgáltatásokat nyújtó szervezetek alkotnak. Ez a szektor felelős minden olyan tevékenységért, amely a pénzmozgásokhoz kapcsolódik (pl. személyi kölcsönök nyújtásáért, megtakarítások kezeléséért, tőzsdei szolgáltatások biztosításáért, jelzáloghitelekért).

## Az MI hatása
Alkalmazása jelentős átalakulást hoz a személyes pénzügyek és a pénzügyi szolgáltatások számos területén, például a hitel-és részvénypiacokon, a pénzforgalomban, a hitelbírálatokban és a szabályozói megfelelés terén. Az utóbbi évek technológiai újításai közül rövid távon a mesterséges intelligencia gyakorolhatja a legnagyobb hatást a pénzügyi szektor működésére.
Nemzetközi szinten a legnagyobb pénzügyi intézmények vezetői szerint az AI alkalmazása az elkövetkező két évben fogja leginkább átalakítani a szektor üzleti folyamatait, megelőzve a Big Data, a felhő-és a blokklánc technológiákat. A Big Data az összes olyan rendszert magába foglalja, amely a mindennapok során keletkező nagymennyiségű adatot kezeli, tárolja, létrehozza vagy rendszerezi. legyen az adat struktúrált vagy strukturálatlan formájú.

## Felhasználási területek
A Financial Stability Board (pénzügyi összehangolásért felelős szerv) 2017 novemberében publikálta „A mesterséges intelligencia és a gépi tanulás a pénzügyi szolgáltatásokban” című jelentését, amely számos potenciális alkalmazási területet azonosított:
- Front office: ügyfélazonosítás, ügyfélminősítés, hitelbírálat, biztosítási szerződések, ügyfélközpontú chatbotok
- Back office: tőke optimalizálása, modellek validálása, stressz tesztek elvégzése, anomáliák előrejelzése, adatelemzés, kockázatkezelés
- Piaci hatáselemzések, kereskedési, befektetési stratégiák kidolgozása, a bróker cégek optimalizálják a kereskedés     végrehajtását
- Szabályozási megfelelés (Regulatory technology), felügyelet (Supervisory technology), makroprudenciális elemzés, gazdasági előrejelzés, adatminőség-értékelés és csalásfelismerés.

## Kihívások
Az MNB nemrég az összes hazai nagybankbál végzett AI-ra fókuszáló felmérést és kiderült, hogy minden intézménynél kiemelt prioritás az mesterséges intelligencia bevezetése. A kép azonban változatos: egyes bankok már nagy nyelvi modelleket fejlesztenek dedikált csapatokkal, míg mások inkább egyszerűbb automatizált megoldásokra koncentrálnak.
Tehát az egyik legnagyobb kihívás amellyel a pénzügyi intézmények szembesülnek, hogy az AI alkalmazása egy viszonylag új és komplex terület. nagyon fontos, hogy az új technológia úgy legyen bevezetve és használva, hogy az minden lehetséges elvárásnak megfeleljen, amit az iparágban megkövetelnek. (Deloitte, 2024)
A képzés is kiemelten fontos, mert a mesterséges intelligencia olyan terület, amely minden egyes intézmény minden egyes dolgozóját érinteni fogja. A banki ügyintézőknek és értékesítőknek ugyanúgy tisztában kell lenni a kockázatokkal és lehetőségekkel, mint a mélyebben a technológiát fejlesztő mérnököknek. Az ő folyamatos képzésük az az egyik legnagyobb kihívás.